# جيمس هربرت برينان
جيمس هربرت برينان (بالإنجليزية: James Herbert Brennan)‏ هو صحفي وكاتب أيرلندي، ولد في 5 يوليو 1940 في جمهورية أيرلندا.

## وصلات خارجية
- جيمس هربرت برينان على موقع ميوزك برينز (الإنجليزية)